# Dorfkirche Königstedt

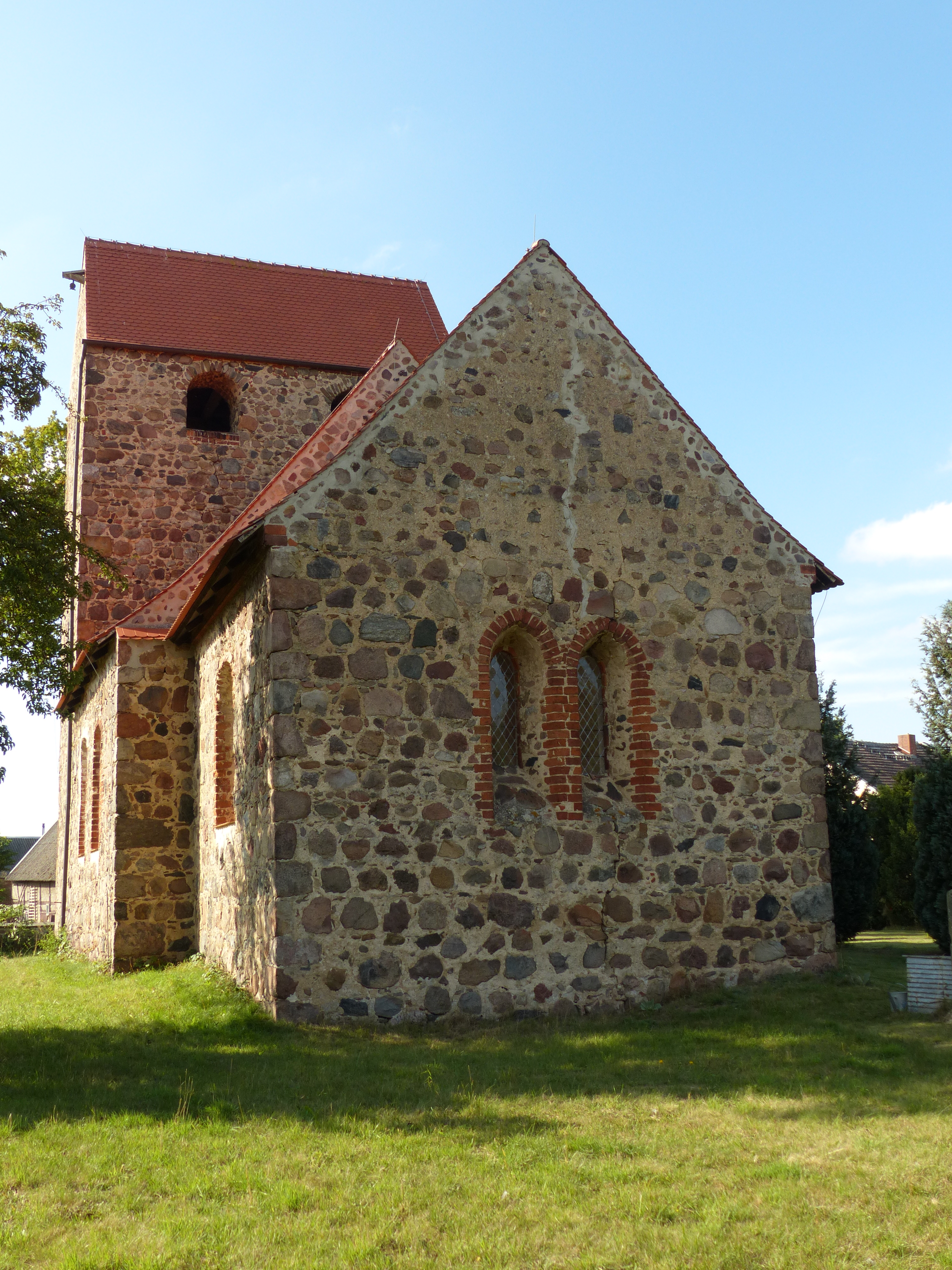
Dorfkirche Königstedt

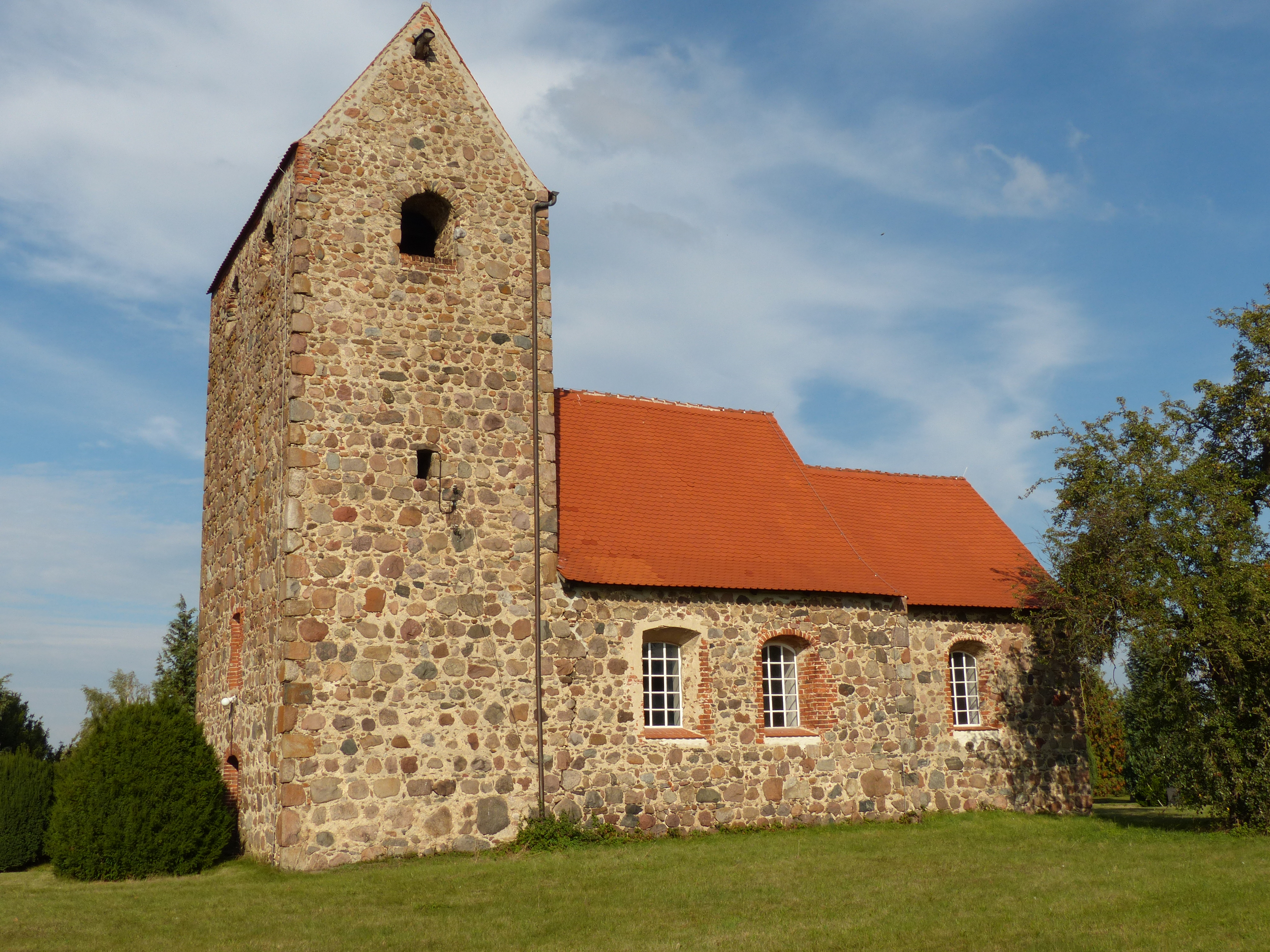
Ansicht von Süden

Die evangelische Dorfkirche Königstedt (auch: St. Nikolaus) ist eine romanische Saalkirche im Ortsteil Königstedt von Salzwedel im Altmarkkreis Salzwedel in Sachsen-Anhalt. Sie gehört zum Pfarrbereich St. Georg Salzwedel im Kirchenkreis Salzwedel der Evangelischen Kirche in Mitteldeutschland.

## Geschichte und Architektur
Die Kirche ist ein stattlicher Feldsteinsaal mit eingezogenem quadratischem Chor und Westquerturm aus der Mitte des 13. Jh. Die ehemaligen Zugänge an der Nordseite sind mit spitzbogigen Archivolten aus Backstein versehen. Eine Zweifenstergruppe an der Ostseite ist erhalten, in den Laibungen sind umfangreiche, wohl mittelalterliche Putzreste vorhanden; die Laibungskanten aus Backstein sind unverputzt. Das Bauwerk ist aus unregelmäßigen, aber lagig versetzten Feldsteinen erbaut. An der Nordseite des Chores liegt die heute vermauerte Priesterpforte mit Gewände aus Feldstein und einem Spitzbogen aus Backstein. Das ebenfalls vermauerte Portal an der Nordseite ist ähnlich ausgeführt. In der Westwand ist ein neuzeitliches Portal sowie eine ebenfalls neuzeitliche Öffnung darüber eingelassen.
Der Dachstuhl über dem Schiff wurde dendrochronologisch auf die Jahre 1464/66 datiert, der über dem Chor stammt vermutlich aus der gleichen Zeit.
Das relativ hochräumige Innere ist flachgedeckt, mit spitzbogigem Triumphbogen; auch der Turm ist in hohem Spitzbogen zum Schiff geöffnet.
Ein Grabstein und ein ganzfiguriges Bildnis (1704) des Pastors Christophorus Praetorius († 1730) sind außerdem erhalten, der Grabstein wurde nach der Inschrift bereits zu Lebzeiten des Pfarrers angefertigt.

## Ausstattung
Im Danneil-Museum in Salzwedel werden drei Heiligenfiguren aus der Zeit um 1470 und 1510/1520 aufbewahrt, die wahrscheinlich aus dieser Kirche stammen. Die Figuren stammen vermutlich aus einem Altarretabel, wobei der ältere Apostel wahrscheinlich in einem modernisierten Altar wieder verwendet wurde.
Im Turm gibt es noch eine Glocke aus dem Jahr 1553, welche die folgende Minuskelinschrift trägt: „● ick rope un schrie allen bedroveden herten to horende dat hillige vort gades en allen tor salicheit anno d(omi)ni m ccccc l iii mester tonnis daerler.“ („Ich rufe und schreie allen betrübten Herzen, das heilige Wort Gottes zu hören ihnen allen zur Seligkeit; im Jahr des Herrn 1553 Meister Tonnis Daerler.“) Sie hat einen Durchmesser von 111 cm und stammt vermutlich vom selben Gießer wie die Glocke in Pretzier. Eine zweite Glocke von 1893 wurde 1917 eingezogen. Für Königstedt ist der Volksbrauch des Glockenläutens am Palmsonntag zwecks Vermeidung von Unwetterschäden überliefert.